# Klahoose

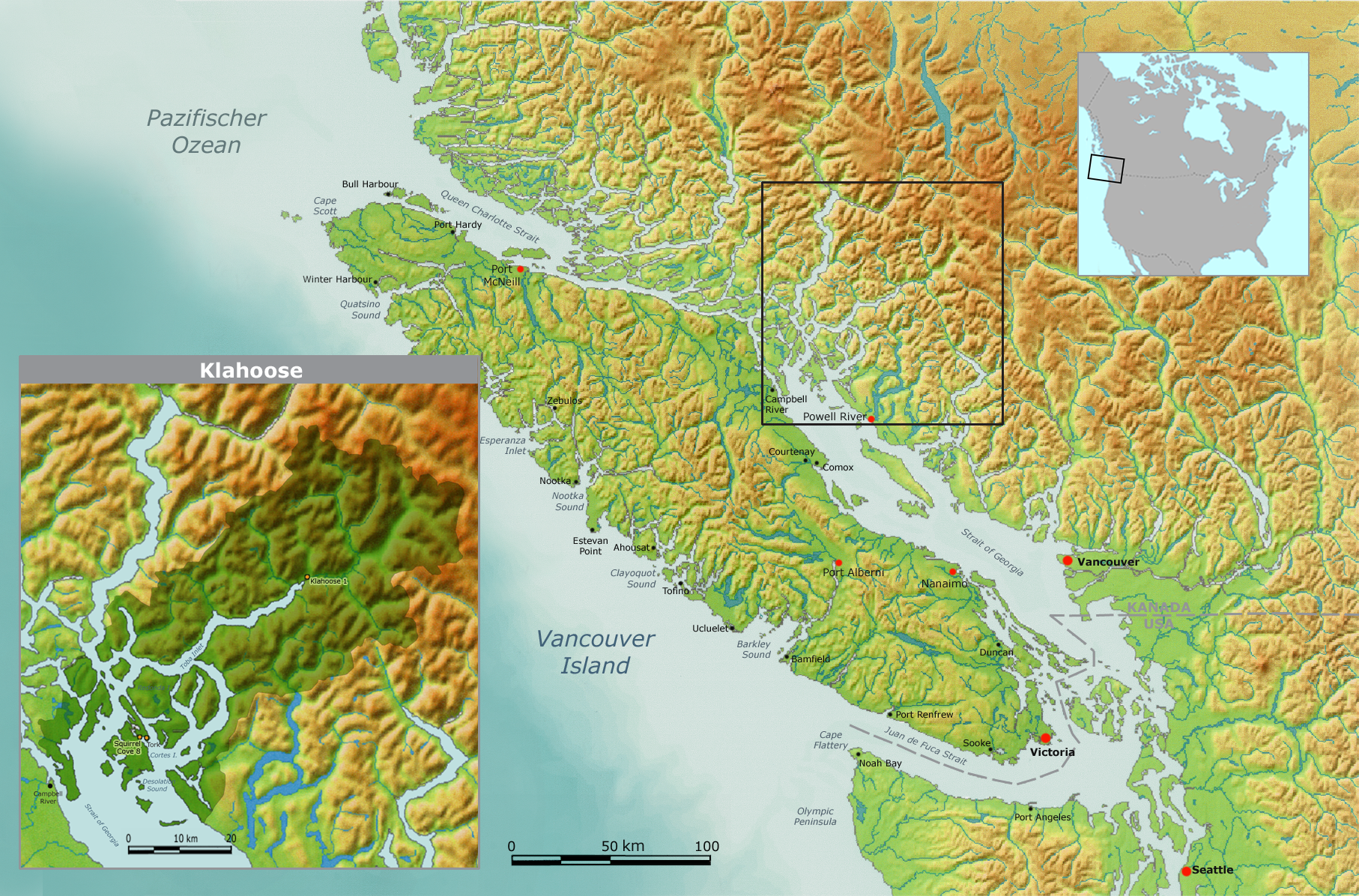
Traditionelles Stammesgebiet der Klahoose und Hauptreservate

Mit Klahoose oder vollständiger Klahoose First Nation wird eine der kanadischen First Nations in British Columbia bezeichnet. Sie gehört zur Salish-Sprachgruppe, kulturell zu den Küsten-Salish, und lebt in der nördlichen Strait of Georgia zwischen Vancouver Island und dem Festland. Ihr traditionelles Gebiet liegt nordöstlich von Campbell River und umfasst den Desolation Sound und das Entwässerungsgebiet des Toba Inlet. Sie sind nahe mit den Sliammon und den Homalco verwandt. 
Klahoose weist derzeit nach Angaben des Aboriginal Portal Canada 285 Mitglieder auf, davon leben etwa 60 im Reservat, rund 150 in Campbell River, qathet Regional District und Vancouver. ƛohos (Klahoose) bedeutet so viel wie Groppe.
Gegenüber den kanadischen Regierungen auf Bundes- und Provinzebene werden sie vom Naut'Sa Mawt Tribal Council vertreten, der weitere neun Stämme vertritt.

## Sprache
Die Sprache der Klahoose gehört zur Gruppe der Küsten-Salish, der Dialekt heißt ʔayʔǰuθəm. Er entspricht fast genau dem Idiom der Sliammon und Homalco First Nations. Jedoch ist der Dialekt, wie fast alle Salish-Sprachen, vom Aussterben bedroht. 2003 wurde zusammen mit der Universität von Victoria ein Programm namens Developmental Standard Term Certificate gestartet, um Stammesmitgliedern die Sprache wieder beizubringen. Linguistische und sprachpraktische Kurse wurden bis 2009 durchgeführt. Dazu gehört auch eine eigene Schrift und zwei Geschichten.

## Geschichte

### Erste Kontakte mit Europäern
Am 2. Juli 1792 trafen zwei Forschungsmannschaften von der Chatham und der Discovery, den Schiffen George Vancouvers, auf die Sliammon, die Nachbarn der Klahoose. Gl'amin, das heutige Lund (dort beginnt heute Highway 101), könnte von den Stämmen gemeinsam genutzt worden sein.
1862 erreichte eine schwere Pockenepidemie, die einen großen Teil der Ureinwohner British Columbias das Leben kostete, auch die Klahoose. Reste eines anderen Stammes wurden mit den überlebenden Klahoose vereint und nach Squirrel Cove umgesiedelt. Zahlreiche Walfänger – 1869 wurde ein Bahnhof in Whaletown errichtet – lebten vom Export. Doch innerhalb von zwei Jahren brach die Walpopulation völlig zusammen, der Bahnhof wurde wieder geschlossen.
Michael Manson von den Shetland-Inseln kam 1886 als erster Siedler auf die Insel. Beim heutigen Manson's Landing gründete er einen Handelsposten. Seine Dampfboote und die von den Klahoose und ihrer Nachbarn gefangenen Fische versorgten die Kohleminen. 1893 eröffnete das erste Postamt für die 40 Einwohner der Insel, wenige Jahre später wurden 12 Schüler unterrichtet.

### Mission, Landverkauf und Zwangsassimilation
Die erste Kirche wurde 1896 gebaut. Zu dieser Zeit wurde auch die heutige Gemeinde gegründet, die am Ostufer der Cortes Island im Squirrel Cove liegt. 
Große Teile des traditionellen Gebietes wurden um diese Zeit verkauft, die Klahoose hatten jedoch, wie alle First Nations, keinerlei Kaufrecht. Die Kinder wurden zunehmend in internatartige Schulen gesteckt, wo sie zu Kanadiern erzogen werden sollten. Nach der Auflösung dieser Residential Schools – für die Klahoose war es vor allem die Schule in Sechelt – wurden in Kanada mehr als zehntausend Verfahren wegen Übergriffen vor zahlreichen Gerichten angestrengt. Später haben sich die Kirchen und der Staat Kanada dafür entschuldigt und einen Wiedergutmachungsfonds eingerichtet. Dieser lief im März 2007 aus und zahlte betroffenen Angehörigen der Klahoose rund 224.000 CAD aus. Im Juni 2008 entschuldigte sich auch der Premierminister Stephen Harper.

### Holznutzung auf Cortes Island
1989 hatten zahlreiche Bewohner von Cortes Island gegen Kahlschläge des Holzunternehmens MacMillan Bloedel demonstriert. 1999 unterzeichnete der Häuptling der Klahosse, Kathy Francis, einen Vertrag zur ökologischen Nutzung des Waldgebietes auf Cortes Island mit der Cortes Ecoforestry Society. Auslöser war der Verkauf des gesamten Kronlands auf der Insel an Canadian Forest Products Ltd. – ohne Konsultationen mit den Klahoose. Den Klahoose gehörte ein kleines Gebiet im Inselinnern.

### Verkehrsanbindung
Die abgelegene Cortes-Insel wurde erst spät mit einer Fährverbindung nach Quadra Island ausgestattet, seit 1969 auch nach Vancouver Island.

## Heutige Situation
Die Klahoose First Nation verteilt sich auf 10 Reservate mit einer Gesamtfläche von 1.357 ha. Die größten Reservate sind Klahoose 1 mit 923 ha (an der Mündung des Toba River in das Toba Inlet) und Tork 7 mit 288 ha (Squirrel Cove auf Cortes Island). Der Hauptort liegt auf Cortes Island im Squirrel Cove (Tork 7).
2007 wurde als neuer Häuptling Ken Brown gewählt. Größte Aufgabe und voraussichtlich eine der wichtigsten Einnahmequellen wird der Vertrag mit Plutonic Power, einem Strom- und Wasseranbieter. Im September 2007 waren dafür 30 Millionen CAD vorgesehen, die Bauarbeiten haben bereits begonnen. Zusammen mit Premierminister Campbell eröffnete der Häuptling das East Toba/Montrose Creek Hydroelectric Project im Toba-Tal. Die Gesamtkosten belaufen sich voraussichtlich auf 660 Millionen CAD. Das Kraftwerk soll 196 Megawatt liefern. Insgesamt will die Provinzregierung 3 Milliarden Dollar in den so genannten Green Power Corridor investieren, eine Reihe von Anlagen, die „sauberen“ Strom für 500.000 Haushalte liefern soll.